# FrozenchilD
FrozenchilD je bila slovenska glasbena skupina. Ustanovljena je bila leta 2002. 
Po zvrsti se njihova glasba uvršča v alternativni rock in metal.

## Zgodovina
Začetki skupine FrozenchilD segajo v leto 2002, ko sta se spoznala ustanovitelja Peter Hudnik - pherius in Marko Preželj - cerebus. 
Že po nekaj mesecih delovanja skupine (v prvotni zasedbi je bas igral Damir Lisica - sicer vokalist skupine Anavrin in Adam) so navdušili s prvimi koncerti ter kmalu posneli svoje prve demo posnetke.
Ob koncu leta 2003 se je FrozenchilD pridružila bobnarka Katarina Nasteska - katrine, ki je v skupino prinesla svežo dinamiko. V istem času so tudi spremenili oziroma združili ime skupine (prej Frozen Child - odtihmal FrozenchilD).
Konec leta 2004 so se podali na manjšo turnejo (bas je igral ankaras) po slovenskih ter nemških klubih, ki je trajala vse do julija 2005. Istega leta so se udeležili mednarodnega festivala Newcomer (Gradec, Avstrija).
Proti koncu leta 2005 so posneli nove demo posnetke, se udeležili tretje YounGunZ turneje ter se marca 2006 zopet podali na samostojno turnejo po slovenskih, italijanskih ter nemških klubih v naslednji zasedbi: cerebus (vokal), pherius (kitara), katrine (bobni) ter Simon Jovanovič (bas). Turneja je kmalu dobila naziv »Predpromocijska«, saj so se poleti podali v studio ter pričeli s snemanjem prvenca.
Snemanju navkljub so s koncerti nadaljevali do konca leta 2006, ko se je tudi zaključilo snemanje prvega albuma, poimenovanega »BIRTH«.
Album »BIRTH« je uradno izšel februarja 2007 pri založbi Cela Pametna Založba (CPZ). Z njegovo izdajo so se FrozenchilD podali na promocijsko turnejo po slovenskih klubih ter festivalih (Festival Lent, Rock Otočec, Orto Fest). Poleti so igrali tudi v Pulskem klubu Uljanik na Hrvaškem ter na festivalu »Old tower fest« v Bosni in Hercegovini.
Med promocijsko turnejo 2007 so posneli tudi svoj prvi videospot (režija - Jani Černe, dop - Miloš Srdič, montaža - Kolja Saksida, grafika - Jure Legac) za singel »Pretence«. Videospot je bil 29. oktobra istega leta premierno predstavljen na MTV Adria.
18. februarja 2008 so s premiernim predvajanjem na MTV Adria in Čarli TV predstavili nov videospot za drugi singel s prvenca BIRTH, »Desire« (Režija - Jani Černe, režija in montaža - Aleksander Petric).
Sredi leta 2008 je za bobni katrine nadomestil Borut Zupančič - burrito. Januarja 2009, se je FrozenchilD pridružil Matic Prusnik (za basom je nadomestil Simona Jovanoviča), vendar jih je kmalu moral zapustiti zaradi študijskih obveznosti.
Februarja 2010 so posneli nov singel »Dystopia« (miks je naredil Matej Grginič iz A BOX studia, mastering pa Dave Collins).
Poleti leta 2012, so se FrozenchilD znova zbrali v novi zasedbi, z novim basistom Nikom Frankom.

## Ime skupine
Ime FrozenchilD predstavlja aspekt otroka, ki biva v vsakem človeku; dandanašnji svet nas sili v odtujenost, uspavano apatičnost ter rigidno apriorno usmerjenost; ime FrozenchilD tako tudi ponazarja ter opozarja na otrplost ter otopelost človeške družbe.

## Diskografija
Album
- BIRTH (2007)

Singli
- Pretence (oktober 2007)
- Desire (januar 2008)
- Dystopia (2010)

Video
- Pretence (2007)
- Desire (2008)

### Recenzije
- Mladinina recenzija albuma Arhivirano 2007-05-17 na Wayback Machine.
- Recenzija plošče Birth v RSQ Arhivirano 2008-02-23 na Wayback Machine.